# Патриархат Киликии Армянской (католический)
Патриархат Киликии Армянской (лат. Patriarchatus Ciliciae Armenorum) — патриархат Армянской католической церкви. В настоящее время престол Патриарха Армянской католической церкви занимает Рафаэль Петрос XXI. С 1928 года Киликийский Патриархат базируется в городе Бейрут, Ливан. Патриарх проживает неподалеку, в монастыре Бзоммар, примерно в 30 км на северо-восток от Бейрута. Монастырь стоит на высоком холме, его окружают сады и виноградники. 

## Территория
Патриархат распространяет свою юрисдикцию на всех верующих Армянской католической церкви.
Собственными церковными структурами патриарха являются:
- Архиепархия Бейрута;
- Епархия Александрии;
- Епархия Исфахана;
- Епархия Эль-Камышлы;
- Патриарший экзархат Дамаска;
- Патриарший экзархат Иерусалима и Аммана.

## Патриархи
1. Аврам Бедрос I (Ардзивян) (26 ноября 1740 — 1 октября 1749);
2. Хагоп Бедрос II (Ховсепян) (1749—1753);
3. Микаэль Бедрос III (Каспарян) (1753—1780);
4. Парсех Бедрос IV (Авкадян) (1780—1788);
5. Крикор Бедрос V (Куупелян) (1788—1812);
6. Крикор Бедрос VI (Джеранян) (1812—1841);
7. Хагоп Бедрос VII (Холассян) (1841—1843);
8. Крикор Бедрос VIII (Дерасдвазадурян) (1843—1866);
9. Андон Бедрос IX (Хассун) (1866 — июнь 1881);
10. Степан Бедрос X (Азарян) (1881 — май 1899);
11. Погос Бедрос XI (Эммануэлян) (24 июля 1899—1904);
12. Погос Бедрос XII (Саббагханян) (4 августа 1904—1910);
13. Погос Бедрос XIII (Теризян) (23 апреля 1910—1931);
14. Аведис Бедрос XIV (Арпарян) (17 октября 1931 — 26 октября 1937)
15. Крикор Бедрос XV (Агаджанян) (30 ноября 1937 — 25 августа 1962);
16. Игнадиос Бедрос XVI (Батанян) (4 сентября 1962 — 22 апреля 1976);
17. Хемаяг Бедрос XVII (Гуедигуян) (3 июля 1976 — 31 мая 1982);
18. Ованес Бедрос XVIII (Каспарян) (5 августа 1982 — 28 ноября 1999);
19. Нерсес Бедрос XIX (Таза) (2 октября 1999 — 25 июня 2015);
20. Григор Бедрос XX (Капроян) (25 июля 2015 — 25 мая 2021);
21. Рафаэль Бедрос XXI (Минасян) (с 23 сентября 2021)[2].